# Kostel svatého Michaela archanděla (Hildesheim)
Kostel svatého Michala v Hildesheimu byl postaven v 11. století v otonském slohu. O jeho založení se zasloužil Bernward z Hildesheimu.
Jedná se o trojlodní baziliku s plochým dřevěným stropem. Uvnitř chrámu se nachází stropní freska ze 13. století. Na bronzových dvoukřídlých dveřích je zobrazeno na každé straně osm biblických scén. Po druhé světové válce musel být kostel téměř znovu vystavěn.
V roce 1985 byl zapsán na seznam kulturního dědictví UNESCO.